# 貝爾維尤鎮區 (明尼蘇達州莫里森縣)
貝爾維尤鎮區（英語：Bellevue Township）是位於美國明尼蘇達州莫里森縣的一個行政鎮區。

## 歷史
貝爾維尤鎮區於1858年設立，得名自「美麗的景色」的法語。

## 地方資料
貝爾維尤鎮區的面積為118.36平方千米，當中陸地面積為116.60平方千米，而水域面積為1.76平方千米。根據2020年美國人口普查的數據，當地共有人口1149人，而人口密度為每平方千米9.71人。